# Грэм, Глория
Глория Грэм (англ. Gloria Grahame, 28 ноября 1923 — 5 октября 1981) — американская актриса, обладательница премии «Оскар» (1953).

## Карьера
Глория Грэм, урождённая Холлворд, родилась 28 ноября 1923 года в Лос-Анджелесе. Её отец, Рэджинальд Майкл Блоксам Холлворд, потомок короля Эдуарда III, был архитектором. Её мать, Джинни МакДугол, была британской актрисой, известной на родине под псевдонимом Джин Грэм. Она же была первой учительницей актёрского мастерства для Глории, став для неё и наставницей и примером.
Кинокарьера Глории Грэм началась в 1944 году, после того, как её заметил соучредитель компании MGM Луис Б. Майер, во время её бродвейского выступления. Первого большого успеха Грэм добилась в 1946 году после выхода на экраны фильма «Эта прекрасная жизнь». Спустя год актриса покинула «MGM» и подписала контракт с «RKO». В 1948 году за роль в фильме «Перекрёстный огонь» она была номинирована на «Оскар» как «Лучшая актриса второго плана». В 1950 году Глория Грэм получила хорошие отзывы за роль Лорел Грэй в нуаре своего будущего мужа Николаса Рэя «В укромном месте», а в 1953 году стала обладательницей премии «Оскар» за роль Розмари Бартлоу в фильме Винсента Миннелли «Злые и красивые».
В дальнейшем актриса снялась в таких фильмах, как «Сильная жара» (1953), «Не как чужой» (1955), «Оклахома!» (1955) и других. К концу 1950-х Глория Грэм постепенно стала возвращаться на театральную сцену, потому что из-за её тяжёлого характера многие режиссёры не хотели брать её в свои картины. В 1960—1970-е годы она в основном играла в театре, либо работала на телевидении, довольствуясь при этом лишь редкими незначительными ролями в кино. За свой вклад в киноиндустрию Глория удостоена звезды на Голливудской аллее славы по Голливуд-бульвар 6522.

## Личная жизнь
Актриса четыре раза была замужем. Её супругами были Стэнли Клементс (1945—1948), режиссёр Николас Рэй (1948—1952, 1 ребёнок), Си Ховард (1954—1957, тоже 1 ребёнок), сын второго мужа Энтони Рэй (1960—1974, двое детей), но каждый брак заканчивался разводом. В 1954 году во время съемок фильма «Желание человека» у неё был роман с Гленном Фордом. С 1979 по 1981 год у Грэм были отношения с молодым актёром Питером Тернером. Тернер написал книгу о своих отношениях с Грэм под названием «Кинозвезды не умирают в Ливерпуле», по которой в 2017 году был снят одноименный фильм, где роль актрисы исполнила Аннетт Бенинг.
В 1981 году Глория Грэм потеряла сознание и упала прямо на репетиции во время своих британских выступлений. Вскоре она была отправлена в Нью-Йорк, где у неё диагностировали рак груди. 5 ноября 1981 года в возрасте 57 лет Глория Грэм скончалась. Её похоронили на мемориальном кладбище в пригороде Лос-Анджелеса.

## Избранная фильмография
- Мелвин и Хауард (1980) — Миссис Сиск
- По уши влюблённый (1979) — Клара
- Обречённое поместье (1976) — Кэтрин
- Ставки на завтра (1959) — Хелен
- Человек, которого никогда не было (1956) — Люси Шервуд
- Оклахома! (1955) — Энни
- Не как чужой (1955) — Хэрриет Ланг
- Добро умирает в зародыше (1954) — Дениз Блейн
- Человеческое желание (1954) — Вики Бакли
- Очевидное алиби (1954) — Марианна
- Человек на канате (1953) — Зама Черник
- Сильная жара (1953) — Дэбби Марш
- Стеклянная стена (1953) — Мэгги
- Макао (1952) — Марджи
- Злые и красивые (1952) — Розмари Бартлоу
- Внезапный страх (1952) — Айрин Нивз
- Величайшее шоу мира (1952) — Ангел
- В укромном месте (1950) — Лорел Грэй
- Женский секрет (1949) — Сьюзен Колдуэлл / Эстерлитта
- Перекрёстный огонь (1947) — Джинни Тримейн
- Эта прекрасная жизнь (1946) — Виолет Бик
- Без любви (1945) — Цветочница

## Награды
- 1953 — Премия «Оскар» за лучшую женскую роль второго плана («Злые и красивые»)